# Per Öberg
Per Öberg, švedski rokometaš, * 3. junij 1962.
Leta 1984 je na poletnih olimpijskih igrah v Los Angelesu v sestavi švedske rokometne reprezentance osvojil 5. mesto.